# Vũ Hải Sản
Vũ Hải Sản (sinh ngày 12 tháng 5 năm 1961) là một sĩ quan cấp cao trong Quân đội nhân dân Việt Nam, hàm Thượng tướng. Ông hiện là Thứ trưởng Bộ Quốc phòng Việt Nam . Trong Đảng Cộng sản Việt Nam, ông là Ủy viên Ban Chấp hành Trung ương Đảng Cộng sản Việt Nam khóa XIII, Ủy viên Quân ủy Trung ương.

## Thân thế và binh nghiệp
Vũ Hải Sản sinh ngày 12 tháng 5 năm 1961, quê quán xã Hải Đường, Hải Hậu, Nam Định.
Ông Từng học tại trường THPT B Hải Hậu - Nam Định.
Ông gia nhập Đảng Cộng sản Việt Nam vào ngày 22 tháng 4 năm 1983, trở thành đảng viên chính thức vào ngày 22 tháng 10 năm 1984.
Từ tháng 3 năm 1979 đến tháng 8 năm 1980: Chiến sỹ Tiểu đoàn 1, Trung đoàn 180, Bộ CHQS tỉnh Nam Định.
Từ tháng 9 năm 1980 đến tháng 9 năm 1983: Học viên Trường Sĩ quan Lục quân 1.
Từ tháng 10 năm 1983 đến tháng 5 năm 1985: Trợ lý tác chiến Sư đoàn 323, đặc khu Quảng Ninh.
Từ tháng 6 năm 1985 đến tháng 10 năm 1987: Đại đội trưởng thuộc Sư đoàn 323, đặc khu Quảng Ninh.
Từ tháng 11 năm 1987 đến tháng 8 năm 1988: Phó tiểu đoàn trưởng Tiểu đoàn 264, Trung đoàn 43, Bộ CHQS tỉnh Quảng Ninh.
Từ tháng 9 năm 1988 đến tháng 7 năm 1989: Tiểu đoàn trưởng Tiểu đoàn 274, Trung đoàn 43, Bộ CHQS tỉnh Quảng Ninh.
Từ tháng 8 năm 1989 đến tháng 10 năm 1992: Học viên Học viện Lục quân (Việt Nam).
Từ tháng 11 năm 1992 đến tháng 8 năm 1993: Phó tham mưu trưởng Trung đoàn 43, Bộ CHQS tỉnh Quảng Ninh.
Từ tháng 9 năm 1993 đến tháng 7 năm 1996: Phó Trung đoàn trưởng- TMT Trung đoàn 43, Bộ CHQS tỉnh Quảng Ninh.
Từ tháng 8 năm 1996 đến tháng 8 năm 2001: Trung đoàn trưởng Trung đoàn 43, Sư đoàn 395, Quân khu 3.
Từ tháng 9 năm 2001 đến tháng 8 năm 2002: Học viên Học viện Lục quân (Việt Nam).
Từ tháng 9 năm 2002 đến tháng 11 năm 2002: Phó Tham mưu trưởng Sư đoàn 350 Quân khu 3.
Từ tháng 12 năm 2002 đến tháng 11 năm 2008: Phó Sư đoàn trưởng - TMT Sư đoàn 350, Quân khu 3.
Từ tháng 12 năm 2008 đến tháng 1 năm 2013: Phó Chỉ huy trưởng -TMT Bộ Chỉ huy Quân sự tỉnh Quảng Ninh.
Ngày 09 tháng 1 năm 2013, ông được bổ nhiệm giữ chức Chỉ huy trưởng Bộ Chỉ huy Quân sự tỉnh Quảng Ninh.
Ngày 15 tháng 11 năm 2013, ông được bổ nhiệm giữ chức Phó Tư lệnh- Tham mưu trưởng Quân khu 3, đồng thời thăng quân hàm Thiếu tướng.
Từ ngày 03 tháng 3 đến ngày 02 tháng 7 năm 2015, ông tham gia Lớp Bồi dưỡng dự nguồn cán bộ cao cấp khóa VI của Trung ương tại Học viện Chính trị quốc gia Hồ Chí Minh.
Tháng 10 năm 2015, ông được bổ nhiệm giữ chức Tư lệnh Quân khu 3.
Ngày 26 tháng 1 năm 2016, ông trúng cử Ủy viên Ban Chấp hành Trung ương Đảng Cộng sản Việt Nam khóa XII.
Ngày 14 tháng 7 năm 2020, Tại Quyết định số 1022/QĐ-TTg, Thủ tướng Nguyễn Xuân Phúc bổ nhiệm Trung tướng Vũ Hải Sản, Ủy viên Trung ương Đảng, Ủy viên Quân ủy Trung ương, Tư lệnh Quân khu 3 giữ chức Thứ trưởng Bộ Quốc phòng.
Ngày 20 tháng 7 năm 2020, tại Hà Nội, Thường vụ Quân ủy Trung ương tổ chức Hội nghị công bố, trao quyết định về công tác cán bộ. Đại tướng Ngô Xuân Lịch, Ủy viên Bộ Chính trị, Phó Bí thư Quân ủy Trung ương, Bộ trưởng Bộ Quốc phòng chủ trì hội nghị. Căn cứ vào đề nghị của Thường vụ Quân ủy Trung ương, Thủ tướng Chính phủ đã ký quyết định bổ nhiệm cán bộ giữ chức Thứ trưởng Bộ Quốc phòng: Trung tướng Vũ Hải Sản, Ủy viên Trung ương Đảng, Ủy viên Quân ủy Trung ương, Tư lệnh Quân khu 3.
Ngày 28 tháng 7 năm 2020, dưới sự chủ trì của Trung tướng Nguyễn Tân Cương, Đảng ủy - BTL Quân khu 3 tổ chức hội nghị bàn giao chức trách, nhiệm vụ Tư lệnh Quân khu 3 giữa Trung tướng Vũ Hải Sản và Thiếu tướng Nguyễn Quang Ngọc, Phó Tư lệnh - Tham mưu trưởng Quân khu 3, phụ trách Tư lệnh Quân khu 3.
Ngày 31 tháng 1 năm 2021, ông trúng cử Ủy viên Ban Chấp hành Trung ương Đảng Cộng sản Việt Nam khóa XIII.
Chiều 12/7/2021, tại Phủ Chủ tịch, Chủ tịch nước Nguyễn Xuân Phúc đã chủ trì lễ công bố, trao quyết định thăng quân hàm từ Trung tướng lên Thượng tướng đối với Thứ trưởng Bộ Quốc phòng Vũ Hải Sản.

## Lịch sử thụ phong quân hàm
| Năm thụ phong | 1983     | 1985      | 1987   | 1990     | 1996     | 2000      | 2004   | 11-2013     | 9-2017      | 7-2021       |
| ------------- | -------- | --------- | ------ | -------- | -------- | --------- | ------ | ----------- | ----------- | ------------ |
| Cấp bậc       | Trung úy | Thượng úy | Đại úy | Thiếu tá | Trung tá | Thượng tá | Đại tá | Thiếu tướng | Trung tướng | Thượng tướng |
| Tuổi          | 22       | 24        | 26     | 29       | 35       | 39        | 43     | 52          | 57          | 60           |